# والا!
والّا! المحدودة للاتصالات (بالعبرية: וואלה! תקשורת בע"מ‏) شركة إنترنت إسرائيلية مقرها ما يعرف الآن بمدينة تل أبيب، والشركة مملوكة بالكامل لبيزك. بوابة والّا! على الإنترنت توفر خدمات الأخبار والبحث والبريد الإلكتروني وغيرها. تعتبر أول بوابات الإنترنت وتعتبر من أكثر المواقع شهرة في ما يعرف بإسرائيل. وفقا لترتيب أليكسا، اعتبارا من أكتوبر 2016 يقع ترتيب الموقع ضمن أول 9 مواقع من حيث حجم البيانات المنقولة في ما يسمى بإسرائيل.

## التاريخ
أنشأ البوابة إيريز بيلوسوف وغادي هدر في عام 1995 كأول دليل لمواقع الإنترنت في ما يعرف بإسرائيل، والتي استحوذت عليها شركة "ماشوف لتسويق الحواسيب"، أحد شركات مجموعة ماشوف والتي يرأسها ياكي دونييتس وديفيد أسيا. في عام 1998 بدأ تداول أسهم الشركة في بورصة تل أبيب، وتغير اسمها لوالّا! المحدودة للاتصالات. في نفس العام استحوذت فورميولا سيستيمز برئاسة دان جولدستين على الشركة، وفي 2001 دمجت مع آي أو إل وهو موقع مشابه تديره مجموعة هاآرتس.

## الخدمات
توفر والّا! خدمة الأخبار في ما يعرف بإسرائيل وحول العالم على مدار الساعة. معظم المقالات التي تعرض في والّا! مصدرها  مجموعة هاآرتس، بالإضافة إلى وكالات أنباء ومزودي أخبار آخرين. إلا أن والّا! بدأت في عام 2006 بناء فريق إخباري وتحريري مستقل ينتج أخبارا ومقالات مستقلة. بالإضافة إلى ذلك، تنتج والّا! موادا جديدة في مختلف المجالات كالرياضة والسينما والموسيقى والأزياء والطعام. يوفر الموقع برامجا وخدمات عديدة كالبحث والبريد الإلكتروني والتسوق والدردشة والفيديو عند الطلب.
- أخبار والّا! - الأنباء العاجلة وتحليلات إخبارية من ما يسمى بإسرائيل وحول العالم على مدار الساعة
- بريد والّا - خدمة بريد إلكتروني مجانية بمساحة تخزين غير محدودة
- متاجر والّا! - شبكة تسوق على الإنترنت وجزء من مجموعة بيزك تم تصميمها لابتياع خدمات ومنتجات مختلفة على الشبكة. في الموقع تصنيفات للتجارة مثل المنتجات الكهربائية، والهواتف الذكية والهواتف النقالة، والأثاث والأزياء. التجارة الإلكترونية في ما يسمى بإسرائيل لعام 2012 بلغت، وفقا لغوغل ما يسمى بإسرائيل، مليار دولارا أمريكيا.[4]
- موسيقى والّا! - موسيقى عند الطلب بالإضافة إلى إمكانية الاستماع للبث الحي لمحطات إذاعية متنوعة
- والّا! الخليوي - تحميلات للهواتف المحمولة
- والّا!بيديا - في عام 2005 استغلت والّا! رخصة جنو للوثائق الحرة والتي تعمل ويكيبيديا بموجبها ونسخت قاعدة بيانات ويكيبيديا العبرية بالكامل. تعرف والّا! المقالات تحت عنوان والّا!بيديا مع ذكر أن مصدر المقالة هو ويكيبيديا. على عكس ويكيبيديا، لا يمكن للمستخدمين تعديل المقالات أو الاطلاع على النسخ السابقة وتاريخ التعديلات للمقالات.
- ياد2 - خدمة أعلانات مبوبة للسيارات والشقق والخدمات وغيرها.

## وصلات خارجية
- الموقع الرسمي

‌